# Cellamare

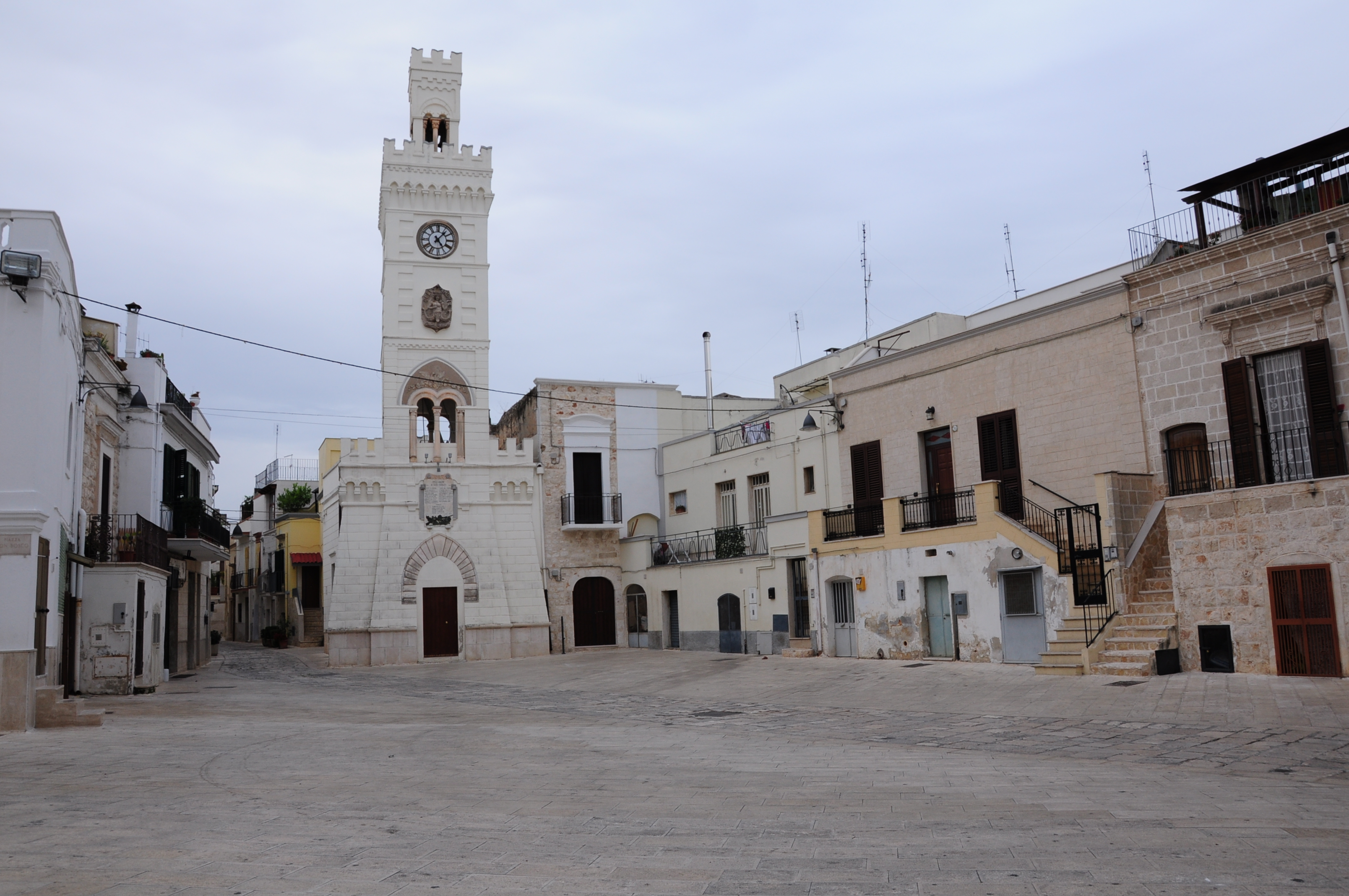

Cellamare ist eine südostitalienische Gemeinde (comune) mit 5810 Einwohnern (Stand 31. Dezember 2023) in der Metropolitanstadt Bari in Apulien. Die Gemeinde liegt etwa 13 Kilometer südöstlich von Bari.

## Geschichte
Wie in anderen Gemeinden Apuliens findet sich auch hier ein Menhir, der auf eine Besiedlung in der Frühzeit hinweist.
1171 wird die Gemeinde erstmals (als Cella d'Amore, auch: Cella Amoris, Cella Amaris) urkundlich erwähnt und soll eine Gründung des Erzbischofs von Bari Rainaldo sein.

## Wirtschaft und Verkehr
Die Gemeinde ist landwirtschaftlich geprägt. Die Strada Statale 100 di Gioia di Colle führt durch das Gemeindegebiet.

## Gemeindepartnerschaften
- Cellamare unterhält seit 2005 eine Partnerschaft mit der spanischen Stadt Martos in der Provinz Jaén.